# Gamma Cygni
Pour les articles homonymes, voir Sadr.
Désignations
Gamma Cygni (γ Cyg / γ Cygni), également nommée Sadr, est la deuxième étoile la plus brillante de la constellation du Cygne. Sa magnitude apparente est de 2,23 et elle est située au centre de l'astérisme dit de la Croix du Nord. D'après la mesure de sa parallaxe annuelle par le satellite Hipparcos, l'étoile est distante d'approximativement ∼ 1 800 a.l. (∼ 552 pc) de la Terre. Elle se rapproche du Système solaire à une vitesse radiale de −5,9 km/s.
Sadr est une supergéante jaune de type spectral F8 Ib. L'étoile est encerclée par une nébuleuse diffuse appelée IC 1318, ou la Région de Gamma Cygni.

## Nomenclature
γ Cygni, latinisé Gamma Cygni, est la désignation de Bayer de l'étoile. Elle porte également la désignation de Flamsteed de 37 Cygni.
L'étoile porte le nom traditionnel de Sadr, également orthographié Sadir ou Sador. Il vient de l'arabe صدر [الدجاجة], transcrit Ṣadr al-Dajāja, signifiant « la Poitrine [de la Poule] » (c'est-à-dire du Cygne). Il peut être rapproché du nom traditionnel de l'étoile Alpha Cassiopeiae, Schedar. Le nom de Sadr été formellement adopté par l'Union astronomique internationale le 21 août 2016, dans le cadre de son groupe de travail sur les noms d'étoiles.
En astronomie chinoise, elle fait partie de l'astérisme Tianjin, représentant un gué servant à traverser la Voie lactée, qui symbolise un fleuve céleste, Tianhe.